# Wynand Janssens
Wynand Janssens (Brussel, 5 februari 1827 - aldaar, 12 februari 1913) was een Belgische architect.

## Biografie

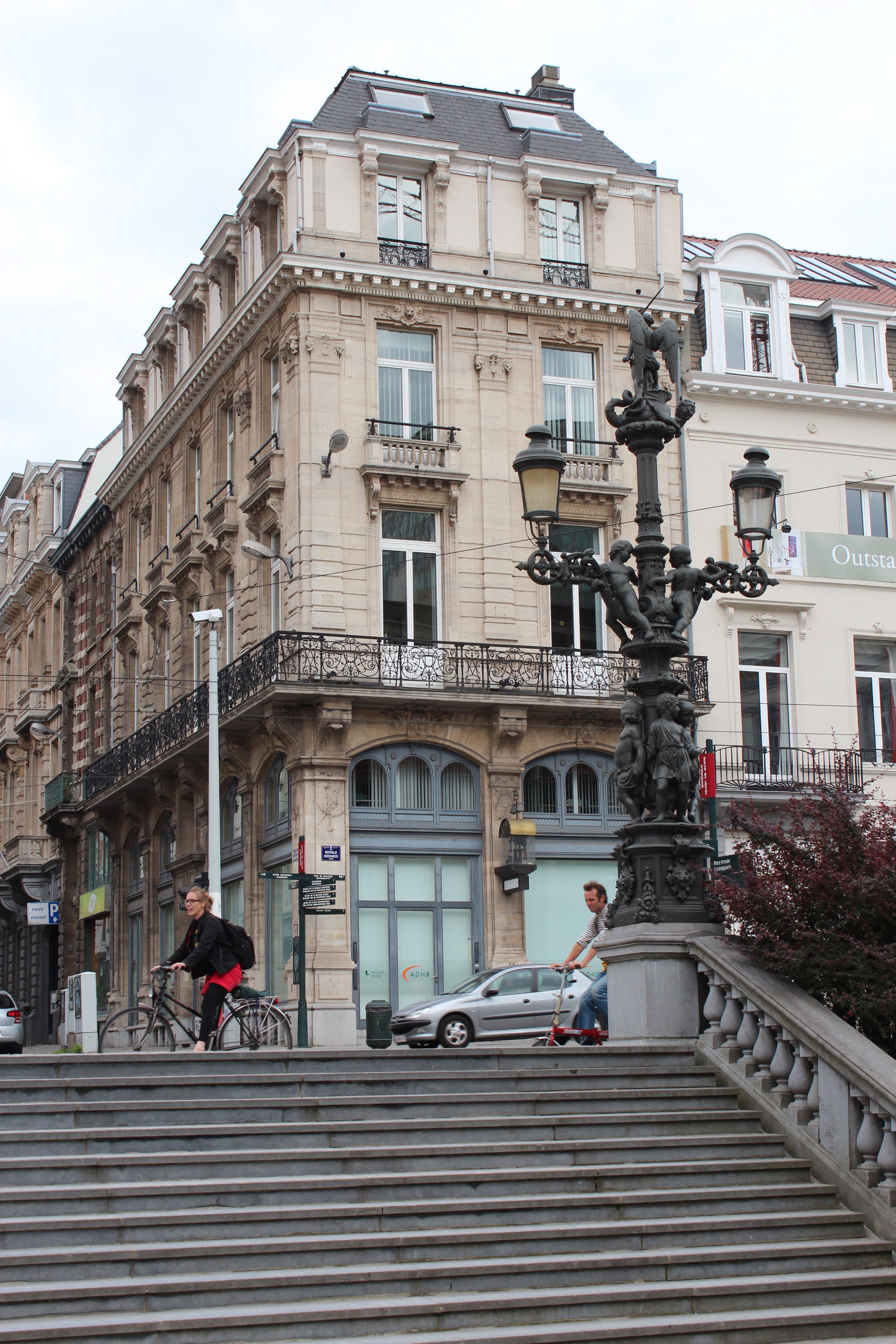
Brussel. Hoek van de Congresstraat met de Koningsstraat (1878)

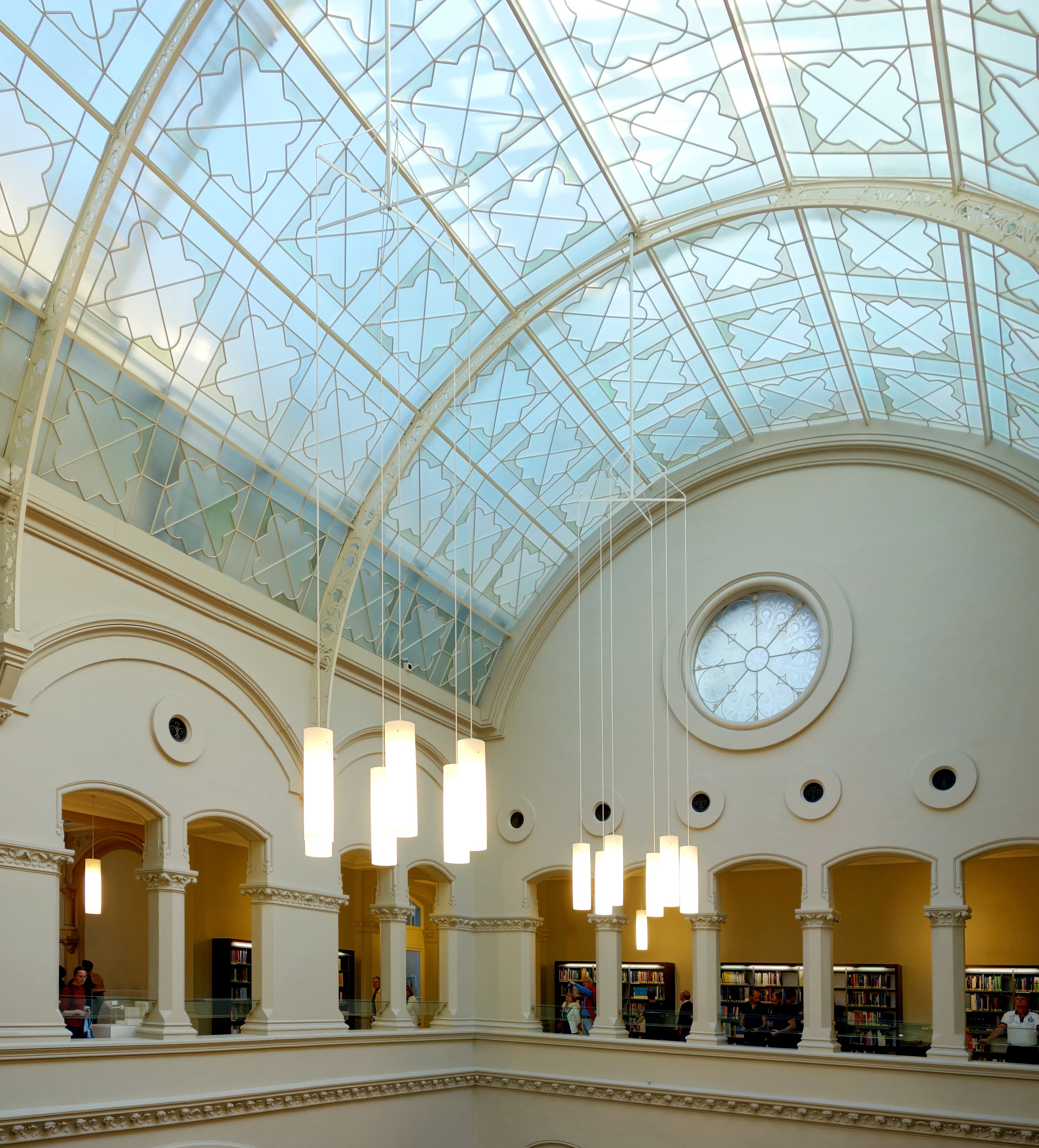
Brussel, Wildewoudstraat 9. Gebouwd voor de Nationale Bank van België (Interieur). (1856-1865)

Wynand was een zoon van de Brusselse architect Jean-Baptiste Janssens. 
Hij ontving zijn vorming als bouwmeester aan de Koninklijke Academie voor Schone Kunsten van Brussel van 1844 tot 1848 en was er leerling van Tieleman Suys die aan de Academie onderwees, van 1835 tot 1861.
Na zijn studie vertrok Wynand naar Engeland om er zijn kennis met betrekking tot publieke badinrichtingen te vervolmaken.
Verder bouwend op zijn ervaringen aldaar, vestigde hij zijn faam door de oprichting van openbare badhuizen ten behoeve van de werkende bevolking die zich meestal geen badkamer in de woning kon veroorloven.

Bad- en wasinrichtingen bouwde hij te Brussel:
- van 1851 tot 1852 in de Huidevettersstraat (Marollen) (ingehuldigd op 26 juli 1854, gesloopt in 1953);
- in 1878 in de straat "Borgwal" (Brussel-Centrum).

Nadat Janssens het badhuis in de Huidevettersstraat gebouwd had, werd hij aangesteld als secretaris van de Société anonyme pour l’Établissement des Bains économiques et de Lavoirs (Naamloze vennootschap voor het aanleggen van bad- en washuizen) te Brussel.
Hij publiceerde een bouwgids in boekvorm, ten behoeve van architecten die geconfronteerd werden met technische problemen gerelateerd aan de constructie van dergelijke sanitaire instellingen. Mettertijd werd hij eveneens leider van de bouwdienst der Compagnie Immobilière de Belgique (Immobiliënvennootschap van België).
Gedurende zijn loopbaan was Janssens een tijd geassocieerd met de befaamde architect Hendrik Beyaert. Hij was tevens stagemeester van architect Jean Baes en van Ernest Acker. Deze laatste onderbrak -gedurende enkele jaren- zijn opleiding aan de Academie en volgde een proeftijd bij Janssens, alvorens zijn studie verder te zetten.
Toen in de 19-de eeuw de bouw van een nieuwe Handelsbeurs te berde kwam, ontwikkelde Janssens twee ontwerpen:
- het ene op het terrein van de architecturaal belangrijke Sint-Niklaaskerk,
- het andere op de grond van de Koninklijke Sint-Hubertusgalerijen.

Geen van beide dossiers werd weerhouden. Wellicht als compensatie voor het geleverde werk kreeg hij de voltooiing van de Sint-Katelijnekerk toegewezen, die door Joseph Poelaert getekend werd om te worden opgetrokken aan het terrein van het gedempte Sint-Katelijnehavendok (Sint-Katelijneplein). Janssens hield zich bij de bouw nauwgezet aan het plan van zijn voorganger. De nieuwe kerk met haar vrijstaande barokke toren uit 1629, werd in gebruik genomen in 1874 en als monument beschermd in 1982.
Zoals de meerderheid van zijn tijdgenoten, beoefende Wynand Janssens tijdens zijn carrière het merendeel der "neo"-stijlen, maar in zijn latere verwezenlijkingen ontwikkelde hij een meer persoonlijke stijl. Deze kwam te Brussel onder meer tot uiting in:
- de Congresstraat huisnummers 1 en 2,  op de twee hoeken met de Koningsstraat;
- het Zuidpaleis (Maurice Lemonnierlaan).

Janssens woonde te Elsene, in een hoekhuis gelegen aan de Florencestraat 2 en de Louizalaan.
Hij overleed een week na zijn 86-ste verjaardag en werd ter aarde besteld in een familiegraf, op de begraafplaats van Brussel (Evere) (concessie 2838).
Het grafmonument werd in 1909 ontworpen door de werkplaats Cordemans.

## Oeuvre(Selectie)

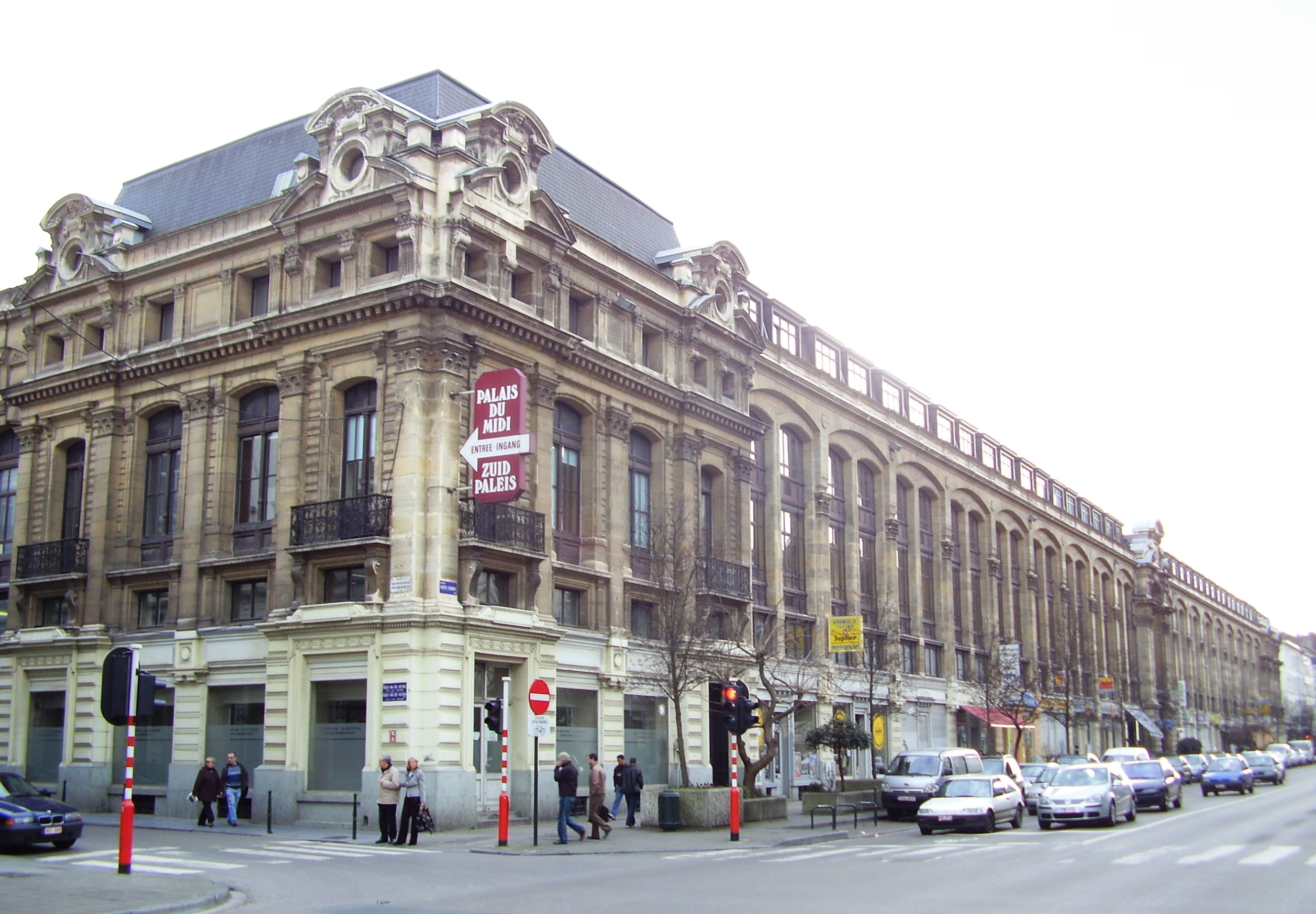
Brussel, Maurice Lemonnierlaan. Zuidpaleis (1875-1880)

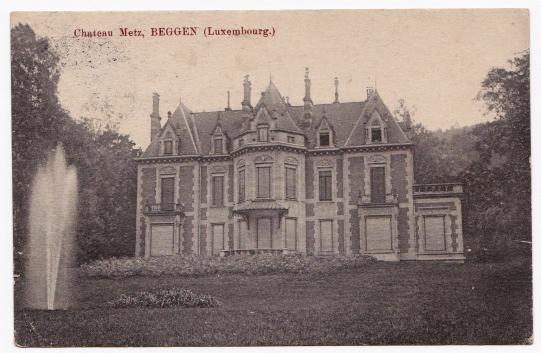
Groot-Hertogdom Luxemburg. Kasteel van Beggen in 1913. Gebouwd in 1894-1895.

- 1856-1865: Brussel, Wildewoudstraat 9. Als resultaat van een architectuurwedstrijd, werd aan  Hendrik Beyaert samen met Wynand Janssens de constructie  van de hoofdzetel der Nationale Bank van België (in Franse neorenaissancestijl) toevertrouwd. Het gebouw werd in de loop der jaren gesloopt. Alleen de woning van de bankgouverneur bestaat nog. De gevel is verfraaid met beelden gemaakt door Leopold Wiener, Edouard Fiers en Egide Mélot.
- 1867: Sint-Gilles, Berckmansstraat 14. Burgershuis in neoclassicistische stijl.
- 1867-1870: Sint-Gillis, Charleroise Steenweg 100, 102, 104, 106. Burgershuizen.
- 1869: Sint-Gillis, Louizalaan 62. Herenhuis met neoclassicistische elementen.
- 1871: Brussel, Louizalaan 103. Burgerswoning met gelijkvloers en twee verdiepingen met neoclassicistische invloeden.
- 1872: Brussel, Louizalaan 99 & 101. Herenhuizen in Italiaanse neorenaissancestijl.
- 1875: Brussel, Louizalaan 362. Woning in neoclassicistische stijl.
- 1875-1880: Brussel, Maurice Lemonnierlaan 132-172. Zuidpaleis (overdekte tentoonstellingsruimte en markthal in eclectische stijl, gebouwd boven op de overdekte Zenne).
- 1878: Brussel. Gebouwen in eclectische stijl, op de hoeken van de Congresstraat met de Koningsstraat. Winkelpui op het gelijkvloers. Drie verdiepingen.
- 1879: Antwerpen. Woningen opgetrokken voor de Société Anonyme du Sud d'Anvers:
  - Tolstraat 64, 66 en 68 (eclectische stijl);
  - Verbondstraat 75, 77 en 79 (neotraditionele stijl);
  - Verbondstraat 86, 88 en 90 (neoclassicistische stijl).
- 1879-1880: Luik. Hôtel Chaudoir-Delbouille in neogotische stijl.
- 1882: Brussel, Louizalaan 61. Particulier hotel in Italiaanse neorenaissancestijl (thans gesloopt).
- 1883-1886: Esneux, Rond Chêne 4. Verbouwing van het kasteel van de Ronde Eik (château du Rond Chêne) ten behoeve van Georges Montefiore-Levi.
- 1884: Brussel, Louizalaan 63. Particulier hotel (thans gesloopt).
- 1891: Oostende, Kemmelbergstraat 29. Villa Magdeleine in eclectische stijl.
- 1894-1895 : Groot-Hertogdom Luxemburg. Kasteel van Beggen. Gebouwd in eclectische stijl met invloeden van het kasteel van Vaux-le-Vicomte en het kasteel van Fontainebleau (thans Russische ambassade in Luxemburg).
- Elsene, Gulden Vlieslaan 17. Particulier hotel (Franse neorenaissance).
- Brussel, Aarlenstraat 77. Particulier hotel (Franse neorenaissance).
- Brussel: appartementencomplex voor de Société d'Habitations Ouvriers (Maatschappij voor arbeiderswoningen) (eclectische stijl).

- Bibsys: 5089734
- International Standard Name Identifier: 0000 0003 8385 7618
- Library of Congress Control Number: nr98018545
- Union List of Artist Names: 500320090
- Virtual International Authority File: 272430418
- WorldCat: E39PBJf8vTtBR7bJVGvc7pxMT3